# Braunsberg (Niederösterreich)
Braunsberg är en kulle i Österrike.   Den ligger i distriktet Bruck an der Leitha och förbundslandet Niederösterreich, i den östra delen av landet, 40 km öster om huvudstaden Wien. Toppen på Braunsberg är 331 meter över havet, eller 160 meter över den omgivande terrängen. Bredden vid basen är 1,6 km.
Terrängen runt Braunsberg är kuperad åt sydost, men åt nordväst är den platt. Närmaste större samhälle är Hainburg an der Donau, 1,2 km sydväst om Braunsberg. 
Runt Braunsberg är det i huvudsak tätbebyggt. Runt Braunsberg är det mycket tätbefolkat, med 2 521 invånare per kvadratkilometer.